# 横井弘
横井 弘（よこい ひろし、1926年（大正15年）10月12日 - 2015年（平成27年）6月19日）は、昭和期の日本の作詞家。

## 経歴
東京府東京市四谷区出身で、旧制帝京商業学校を卒業。
1945年5月25日の東京大空襲で自宅が全焼し罹災。同年6月に召集されて入営し、茨城県で初年兵として沿岸防備隊の任務に就く。
終戦と共に軍隊から復員したものの、敗戦のどさくさで帰る家を失くし、知人のいた長野県下諏訪町に家族で転居。「これからは好きな詩の道で生きよう。」と決心し、毎日、湖畔や周囲の山々を歩き詩作にふけった。15編余りの作品が完成し、最も気に入った一編が八島ヶ原湿原で作った「あざみの歌」だった。
1946年に東京へ戻り、キングレコードに就職し、作詞家・藤浦洸にも師事。「あざみの歌」の歌詞をキングの女子社員に渡しておいたが、1948年には日本音楽著作権協会に正式入社することになった。
1949年8月8日、「あざみの歌」がNHKのラジオ歌謡で放送される。同曲は1951年8月、伊藤久男の歌唱でレコード発売され、大ヒットとなる。また、八島ケ原湿原には、あざみの歌の歌碑がある。
1950年にコロムビアの専属となり、1953年にはキングレコードへ移籍（1968年にフリーとなる）。
1974年、第16回日本レコード大賞の第1回中山晋平・西條八十賞を受賞。
1992年、第34回日本レコード大賞で功労賞を受賞。
2015年6月19日、肺炎のため死去。88歳没。

## 代表曲
- 『あざみの歌』（昭和26年8月） 作曲：八洲秀章、歌：伊藤久男
- 『裏町のピエロ』（昭和30年8月） 作曲：江口夜詩、歌：若原一郎
- 『あゝ新撰組』（昭和30年9月） 作曲：中野忠晴、歌：三橋美智也
- 『哀愁列車』（昭和31年6月） 作曲：鎌多俊与、歌：三橋美智也
- 『俺ら炭坑夫』（昭和32年2月） 作曲：鎌多俊与、歌：三橋美智也
- 『おさらば東京』（昭和32年11月） 作曲：中野忠晴、歌：三橋美智也
- 『銀座の蝶』（昭和33年4月） 作曲：桜田誠一、歌：大津美子
- 『夜霧の滑走路』（昭和33年7月） 作曲：飯田三郎、歌：三船浩
- 『赤い夕陽の故郷』（昭和33年11月） 作曲：中野忠晴、歌：三橋美智也
- 『山の吊橋』（昭和34年10月） 作曲：吉田矢健治、歌：春日八郎
- 『心の窓にともし灯を』（昭和34年11月） 作曲：中田喜直、歌：ザ・ピーナッツ
- 『達者でナ』（昭和35年10月） 作曲：中野忠晴、歌：三橋美智也
- 『川は流れる』（昭和36年11月）作曲：桜田誠一、歌：仲宗根美樹
- 『下町の太陽』（昭和37年11月） 作曲：江口浩司、歌：倍賞千恵子
- 『さよならはダンスの後に』（昭和40年3月） 作曲：小川寛興、歌：倍賞千恵子
- 『おはなはん』（昭和41年8月） 作曲：小川寛興、歌：倍賞千恵子
- 『ネオン川』（昭和41年9月） 作曲：佐伯としを、歌：バーブ佐竹
- 『虹色の湖』（昭和42年10月） 作曲：小川寛興、歌：中村晃子
- 『砂の十字架』（昭和43年3月） 作曲：小川寛興、歌：中村晃子
- 『新宿波止場』（昭和46年3月） 作曲：市川昭介、歌：美空ひばり
- 『下町の青い空』（昭和49年4月） 作曲：遠藤実、歌：森昌子
- 『京都が泣いている/恋みれん』（昭和49年）作曲：平尾昌晃、歌：三橋美智也
- 『島のポンポン船』（昭和49年）作曲：小川寛興、歌：春日八郎
- 『にごりえの町』（昭和49年）作曲：平尾昌晃、歌：都はるみ
- 『百万石の町・いろいろ小唄・酒ぐら五郷・火の山だより・越前べんがら格子・俺たちの海/やらずの雨・島の子守唄・男だな・竜田川・さいはての岬・信楽たぬき』（昭和49年）作曲：白石十四男、歌：三橋美智也
- 『夕焼け雲』（昭和51年3月）作曲：一代のぼる、歌：千昌夫
- 『坂東節/恋あらし』（昭和51年）作曲：吉田矢健治、歌：三橋美智也
- 『夕月/なみだ雪』（昭和51年）作曲：小町昭、歌：三橋美智也
- 『人生浪花節・爪のあと・浮草情話・恋なんてきらいさ・占い小唄・男の道』（昭和51年）
  - 作曲：三木たかし、歌：春日八郎
- 『花の同期生・古都・燃えろ夕陽・倖せごっこ・故郷ってなんだろう・淋しくないかい』（昭和51年）
  - 作曲：桜田誠一、歌：春日八郎
- 『女坂/別れ雨』（昭和51年）
  - 作曲：小川寛興、歌：三田佳子
- 『さすらい船/ど根性船唄』（昭和53年）
  - 作曲：船村徹、歌：三橋美智也
- 『俺達の歌今どこに』（昭和54年1月） 作曲：船村徹、歌：美空ひばり
- 『ゆきずり』（昭和54年）
  - 作曲：猪俣公章、歌：青江三奈
- 『影』（昭和55年）
  - 作曲：林伊佐緒、歌：三橋美智也
- 『父子星』（昭和55年）
  - 作曲：細川潤一、歌：三橋美智也
- 『北の別れ唄』（昭和57年3月）
  - 作曲：船村徹、歌：三橋美智也
- 『霧笛/あゝ関ヶ原』（昭和57年6月）
  - 作曲：鎌多俊与・桜田誠一、歌：三橋美智也
- 『別れ雪』（昭和57年10月） 
  - 作曲：竜鉄也、歌：竜鉄也
- 『越後絶唱/冬の花火』（昭和57年11月）
  - 作曲：桜田誠一、歌：三橋美智也
- 『ラッコは海の子』（昭和60年）
  - 作曲：渡辺岳夫、歌：松下丸子、武内宏
- 『雪小僧/紅の櫛』（平成3年2月）
  - 作曲：林伊佐緒、歌：三橋美智也
- 『幻灯の町/潮路』（平成5年5月）
  - 作曲：江口浩司、歌：三橋美智也